# Super Soaker
Super Soaker er et amerikansk mærke af vandpistoler og vandgeværer, der benytter manuelt komprimeret trykluft til at skyde vand med større kraft, rækkevidde og præcision end konventionelle vandpistoler. Den blev opfundet i 1989 af ingeniøren Lonnie Johnson. Prototypen kombinerede PVC-rør, akrylglas og en tom sodavandsflaske.
De blev oprindeligt solgt af Larami, men produceres i dag af Hasbro under Nerf-varemærket. Super Soaker har genereret mere end $1 mia. i samlede salgstal. Den første udgave Super Soakeren blev sendt i handlen i 1990 og under navnet Power Drencher. Produktet blev rebranded til Super Soaker fra 1991, og det blev brugt i en tv-serie, hvilket resulterede i et salg på 2 millioner eksemplarer. Super Soakers blev så populære i en årrække, at betegnelsen super soaker nogle gange er blevet brugt som en generisk betegnelse for alle typer vandgeværer det benytter trykluft.